# Ouenga
Ouenga est une commune située dans le département de l'Andemtenga de la province de Kouritenga dans la région du Centre-Est au Burkina Faso.

## Géographie
La commune se situe à 290 mètres d'altitude.